# Štěpán Urban
Štěpán Urban (4. října 1913 v Bořanovicích – 4. května 1974 v Praze) byl kytarový virtuóz, hudební pedagog, profesor a zakladatel kytarové třídy na pražské konzervatoři, hudební skladatel, astrolog, antroposof, esperantský básník a novelista.

## Pedagogická činnost
Vytvořil českou klasickou školu na kytaru, která se opírá o četné pedagogické a umělecké publikace či série odborných článků, které publikoval doma i v zahraničí, a která je doma i v cizině dodnes považována za vzor moderní pedagogiky. Urbanovy kytarové školy, vycházející v mnohatisícových nákladech, dokazují, že soustavně plní poslání moderní pedagogiky.
Patří k nim zejména:
- Přípravná škola hry na kytaru,
- Cesta k umělecké hře na kytaru,
- Kytarový soubor,
- Improvizujeme na kytaru,
- Na kytaru bez not,

ale i mnohé další instruktivní práce. Štěpán Urban tak připravil cestu mladé generaci na poli sólistky i v publikační činnosti. Na konzervatoři ho navštěvovaly četné zahraniční delegace, které s ním posléze udržovaly čilou odbornou korespondenci. Po vzoru jeho pražské třídy se zařizovalo mnoho dalších škol – v Holandsku, Polsku, Bulharsku, Rumunsku, Itálii. Římská konzervatoř vybudovala svou třídu plně podle pražské. Italský tisk I´ecco della Musica v této souvislosti uvedl doslova: „Vysoká škola Štěpána Urbana“.
Mezi jeho žáky, dnes profesory hudby, patří i proslulý kytarový virtuóz Štěpán Rak, který v roce 1982 založil na pražské Hudební akademii múzických umění kytarové oddělení, čímž realizoval přání svého profesora.

## Kompoziční tvorba
Rozsáhlou kompoziční tvorbu Štěpána Urbana uvádí početné mezinárodní antologie:
- Kytarové skladby,
- Sólové skladby pro klavír,
- Skladby pro zpěv a klavír,
- Scénická hudba,
- Skladby pro symfonicky orchestr,
- Kytarové úpravy.

Početné skladby pro sólovou kytaru obsahují veškeré moderní možnosti nástrojové techniky i barevnosti tónu a na světových soutěžích získaly několik prestižních cen. Například za čtyři sólové skladby "Miniatures" byla Štěpánovi Urbanovi v mezinárodní soutěži Rádio-televize-Paříž udělena první cena.
Velice přínosné jsou také jeho esperantské písně na texty slavných světových básníků, které se s úspěchem uváděly třeba v Holandsku, Rusku, Anglii, na Kubě i v dalších zemích.

## Koncertní činnost
Štěpán Urban se v mladším věku věnoval koncertní činnosti: „Hrál skladby z repertoáru André Segovii s virtuózní technikou a pronikavou hudebností“…, „Hrál, a tu zajímavý pohled do auditoria, ticho, zbožné naslouchání až do závěrečného akordu.“
Chystané, a s největší pravděpodobností potenciálně veleúspěšné, turné Štěpána Urbana po Evropě znemožnila válka. Poté nabídl své služby Československému rozhlasu, kde pak působil několik let. Spolupracoval s režiséry jako byl A. Pek, J. Trojan či doktor Somr, doprovázel řadu pěvců – K. Leise, M. Budilovou a mnoho dalších. Navíc ve válečné době pořádal umělecké zájezdy se známými hereckými osobnostmi – Karlem Högerem, Vlastou Fabiánovou, Marií Burešovou či Jiřinou Štěpničkovou. Tyto literárně-hudební večery získaly velmi pozitivní ohlas po celé republice a pro své publikum se staly doslova požitkem.

## Literární činnost
Štěpán Urban byl však mnohostranně nadaný umělec. Krom hudby se intenzívně věnoval i psaní. V oblasti literární činnosti zpodoboval své ideje v mezinárodním jazyku – esperantu, a stal se uznávaným autorem.
Jeho próza i poezie byla publikována v mnoha zemích, kupříkladu kniha vtipných, satirických veršů pod názvem „Nova Ezopo“ vyšla roce 1961 na exotických Kanárských ostrovech. Publikoval však i celou řadu filozofických či něžných, lyrických povídek, u kterých nejeden odborník zalitoval, že nejsou psány v některém světovém jazyce: „Štěpán Urban dovede mistrně skloubit sen a realitu, škoda, že jeho kouzelné povídky nevycházejí v angličtině.“ I v literární tvorbě, která je uvedena v několika mezinárodních antologiích, získal mnoho významných ocenění a zařadil se tak k předním esperantským spisovatelům.